# Мерлини, Станислав Демьянович
Станислав Демьянович Мерлини (1775 — 19 августа 1833) — российский генерал-лейтенант, участник Наполеоновских войн, Кавказской войны и русско-персидской войны 1826—1828 годов.

## Биография
Родился в 1775 году, происходил из польских дворян. Первоначально на службу вступил в польские войска. В 1798 году был принят поручиком в лейб-гвардии Преображенский полк.
Произведённый в 1801 году в подполковники, он в 1804 году был переведён в Виленский гарнизонный батальон, из которого в следующем году перешёл в Навагинский пехотный полк и в 1806 году получил чин полковника. В кампании 1806—1807 годов Мерлини сражался с французами в Восточной Пруссии и отличился в сражении при Прейсиш-Эйлау.
С 1 января 1810 года Мерлини был шефом Белёвского мушкетёрского полка, а с 22 июня 1815 года и его командиром. Этот полк входил в состав Кавказских войск и во главе его Мерлини неоднократно принимал участие в походах против горцев.
30 августа 1816 года Мерлини был произведён в генерал-майоры и назначен командиром 2-й бригады 19-й пехотной дивизии, с 1817 года состоял при командующем 22-й пехотной дивизии, а в 1821 году он занял должность командира 2-й бригады 22-й пехотной дивизии. С 1822 года командовал 2-й бригадой 21-й пехотной дивизии. 16 декабря 1821 года Мерлини был награждён орденом св. Георгия 4-й степени (№ 3538 по кавалерскому списку Григоровича — Степанова).
В 1826—1827 годах Мерлини принимал участие в военных действиях против Персии и находился в делах при осаде Аббас-Абада, разбитии Аббас-Мирзы и взятии Сардар-Абада и штурме Эривани.
С 1829—1830 годах Мерлини командовал 22-й пехотной дивизией. 25 июня 1829 года он был произведен в генерал-лейтенанты. Позже из-за ран Мерлини вышел в отставку и поселился в Пятигорске, где скончался 19 августа 1833 года.

## Комментарии
1. ↑  Другое соединение, которое получило этот номер в 1820 году